# Ben & Jerry's
Ben & Jerry’s Homemade Holdings, Inc. ou mais popularmente conhecida como Ben & Jerry's, é uma empresa norte-americana e uma divisão do conglomerado Unilever, que produz sorvetes, iogurtes e bolos. A empresa é sediada na cidade de Burlington e tem uma fábrica em Waterbury, Vermont.

## História
Os fundadores da empresa, Ben Cohen e Jerry Greenfield foram amigos de infância em Nova Iorque. Enquanto Greenfield terminava o ensino médio, o mesmo se sentia inapto para entrar na faculdade de medicina e Cohen largou a escola. Em 1977 ambos começaram juntos um curso a distância em produção de sorvete pela Universidade Estadual da Pensilvânia. No dia 5 de maio de 1978, com um investimento de $ 12.000, inauguraram a primeira loja da marca em um antigo posto de gasolina reformado no centro de Burlington em Vermont.
Em abril de 2000, a empresa foi vendida para a multinacional anglo-holandesa Unilever.

## Presença internacional

Lojas da Ben & Jerry's em todo o mundo

A Ben & Jerry's está presente em 38 países e possui mais de 570 pontos de venda em 5 continentes.
- Alemanha
- Austrália
- Áustria
- Bélgica
- Brasil
- Canadá
- Dinamarca
- Espanha
- Estados Unidos
- Finlândia
- França
- Grécia
- Irlanda
- Israel
- Itália
- Japão
- México
- Noruega
- Nova Zelândia
- Países Baixos
- Portugal
- Reino Unido
- Chéquia
- Singapura
- Suécia
- Suíça
- Tailândia

### No Brasil
Inaugurou a primeira loja no país em 2014, na rua Oscar Freire em São Paulo. Com 2 andares, 318 m² e capacidade para acomodar 80 pessoas sentadas, é a maior loja Ben & Jerry's do mundo, além de ser uma das poucas que oferecem café no menu.
Nos anos seguintes, inaugurou diversas lojas e se expandiu geograficamente para vários cidades e estados, como Campinas, Ribeirão Preto, Rio de Janeiro, Belo Horizonte, Salvador, Recife, Fortaleza e Brasília. Cada nova inauguração da rede, e no dia mundial do “Free Cone Day”, as lojas do Brasil oferecem casquinhas e sorvetes gratuitos para os consumidores.

### Em Portugal
Desde 2005, os gelados da Ben & Jerry's são comercializados em Portugal através da Iglo Olá. Embora não existam gelatarias específicas da Ben & Jerry's, os produtos da marca são comercializados em todos os supermercados e diversos cafés em todo o país.

## Posicionamento e publicidade
A Ben & Jerry's possui um longo histórico de apoio a causas sociais e locais relacionadas a diversos temas como racismo, educação, homofobia e direitos civis. Um dos últimos slogans adotados nos Estados Unidos foi “Democracy. Equality. Ice cream”.

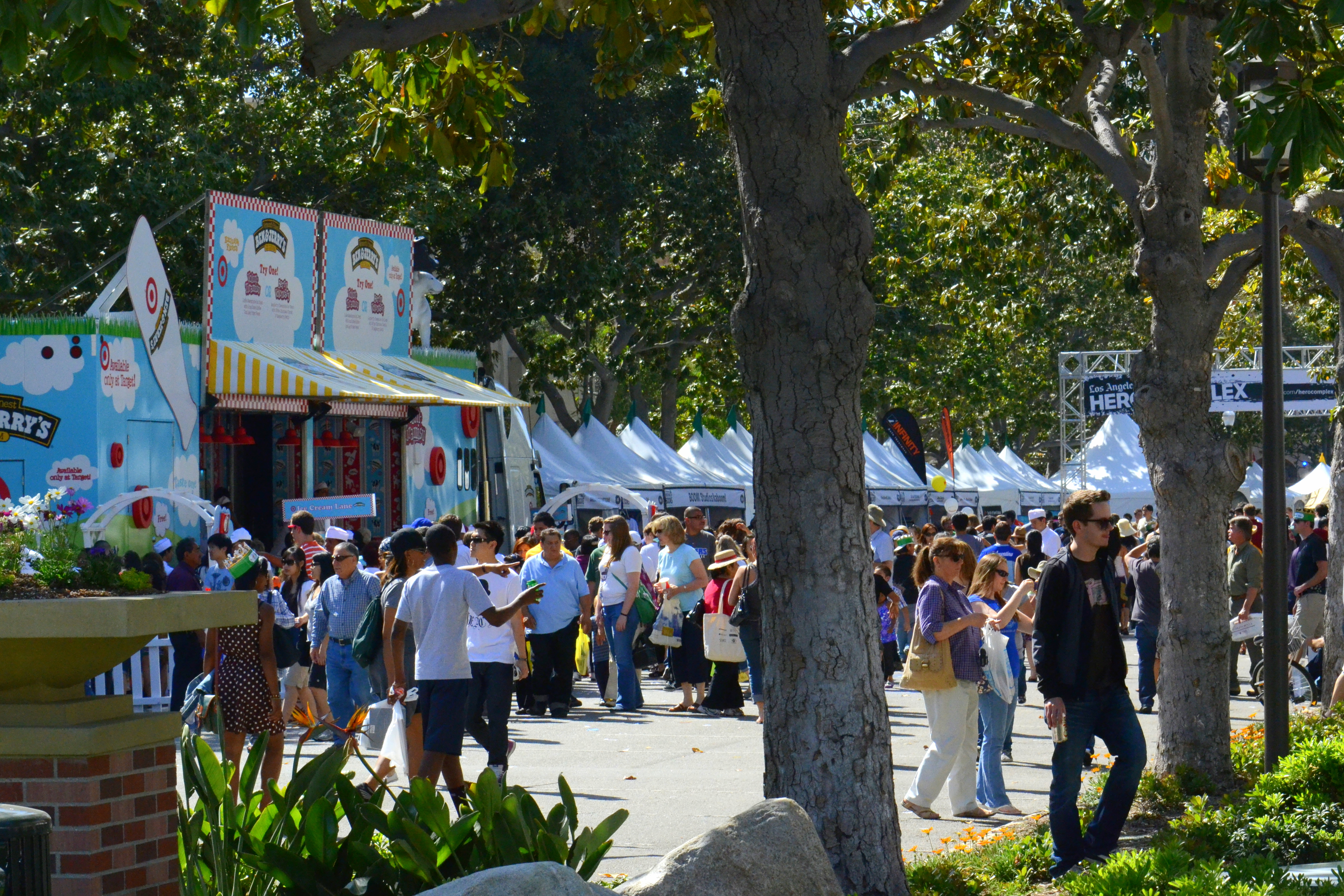
Estande de livros da Ben & Jerry's numa feira da Universidade do Sul da Califórnia.

Após diversos episódios envolvendo abordagens agressivas da polícia civil contra negros nos Estados Unidos em 2015, a Ben & Jerry's passou a apoiar o movimento Black Lives Matter, lançando campanhas na internet e uma carta aberta onde se dizia que: “Todas as vidas importam. Mas todas as vidas não importam, até que as vidas negras importem”.
Em 17 de Junho de 2016, foi lançada pela empresa um novo sabor de sorvete de Hortelã-pimenta chamado de "Empower Mint", uma alusão a palavra empoderamento, cuja parte das vendas seria permanentemente direcionada para melhora do sistema eleitoral dos Estados Unidos e conscientização política dos eleitores americanos. Meses depois, os fundadores Ben Cohen e Jerry Greenfield foram presos em Washington, D.C. em um protesto do movimento "Democracy Awakening", cuja finalidade era protestar contra o financiamento privado de campanha, a nominação direta do presidente para a Suprema Corte dos Estados Unidos e a favor dos direitos civis.
Em 2017, a Ben & Jerry's doou todo dinheiro arrecadado em São Paulo e Rio de Janeiro com as vendas do sabor "Chocolate Chip Cookie Dough" em 20 de Fevereiro para a entidade assistencial Casa 1, que funciona como centro de recolhida para pessoas LGBT que foram expulsas de casa. Durante a campanha, o nome do sabor foi trocado para "I Dough, I Dough", uma referência para a expressão "I do" ou "Eu aceito".

## Críticas e controvérsias
Seguindo os rumores que sugeriam que a Ben & Jerry's apoiou a defesa de Mumia Abu-Jamal, que foi acusada de matar o oficial da polícia da Filadélfia Daniel Faukner, a empresa confirmou que Ben Cohen assinou uma petição, pois "o sistema americano de justiça não funcionou corretamente no caso".

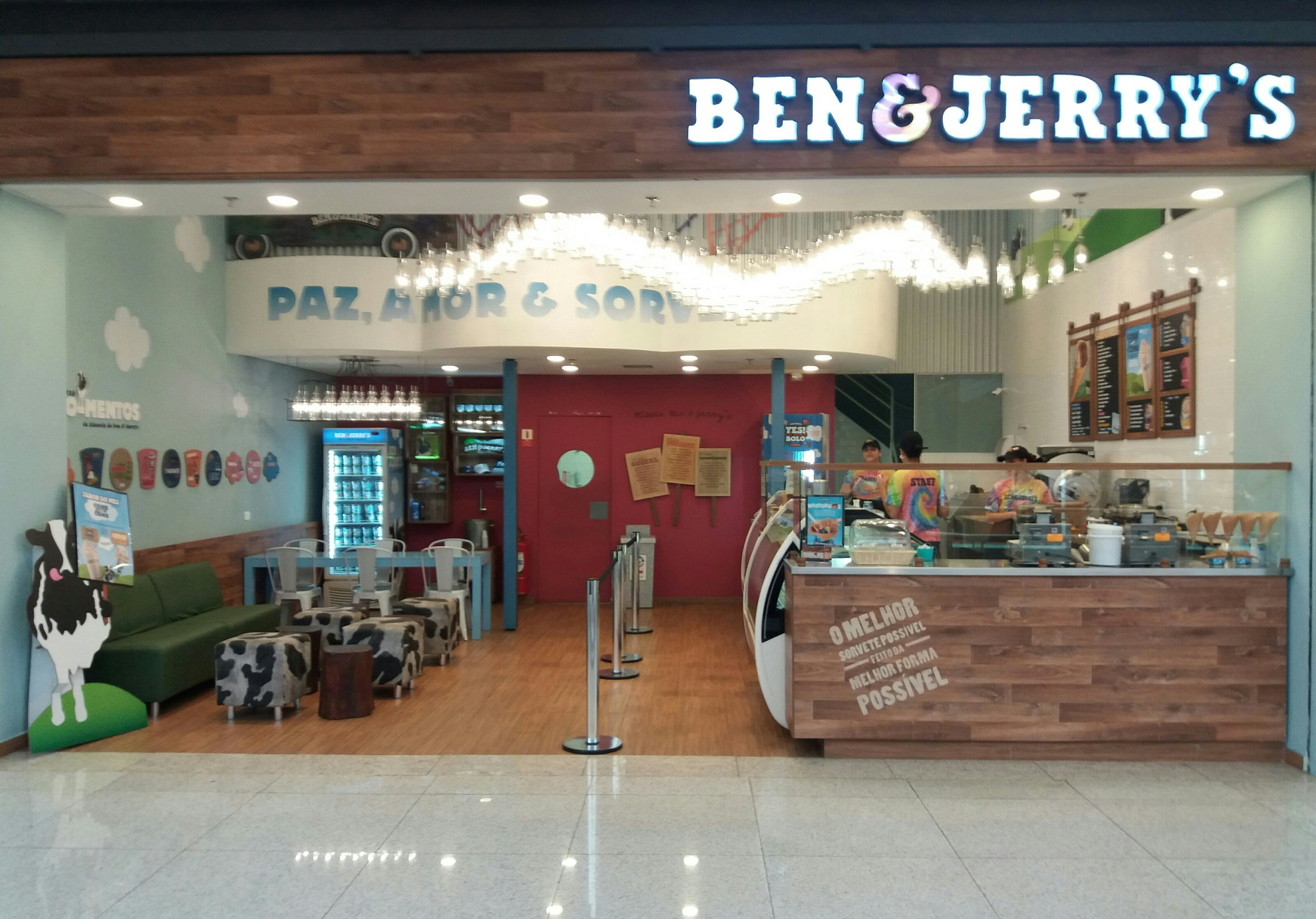
Ben & Jerry's em São Paulo, Brasil.

Em 2010, o Center for Science in the Public Interest, intimou a Ben & Jerry's para parar de denominar os seus sabores de produtos com a informação "natural", pois na composição de todos es ingredientes havia xarope de milho industrial, chocolate misturado com Álcali e diversos outros ingredientes modificados. Em Setembro do mesmo ano, a empresa firmou um compromisso para retirar da denominação dos sorvetes e iogurtes a informação.
Na edição de 2017 do Free Cone Day da Flórida, diversos grupos de manifestantes da Migrant Justice (uma associação de fazendeiros de Burlington), protestaram em favor da campanha "Milk with dignity". De acordo com a imprensa e ativistas, apesar do engajamento em campanhas sociais, a empresa pouco ou nada faz para melhora dos baixos salários, exploração de imigrantes e péssimas condições de trabalho dos fornecedores.
Em 2017, após a negativa do governo da Austrália de legalizar o casamento gay, foi anunciado que os sorvetes de duas bolas das lojas australianas não poderiam ser servidos se fossem de sabores iguais. Em postagens nas redes sociais, foi encorajado que seguidores mandassem mensagens para seus representantes na Câmara dos Representantes da Austrália e que a situação continuaria acontecendo até que o casamento gay fosse legalizado no país.